# Houthem (Pays-Bas)
Pour les articles homonymes, voir Houthem.
Houthem (en limbourgeois : Houtem) est un village et ancienne commune des Pays-Bas d'environ 1 515 habitants (2021), situé dans la commune de Fauquemont-sur-Gueule, dans la province du Limbourg néerlandais.

## Culture et patrimoine

### Lieux et monuments
- L'église dans le hameau de Saint-Gerlac.
- Le château Saint-Gerlac (nl).
- Le Ronald McDonald Kindervallei, un immeuble basée sur un dessin de l'artiste autrichien Friedensreich Hundertwasser en collaboration avec l'architecte Heinz Springmann.

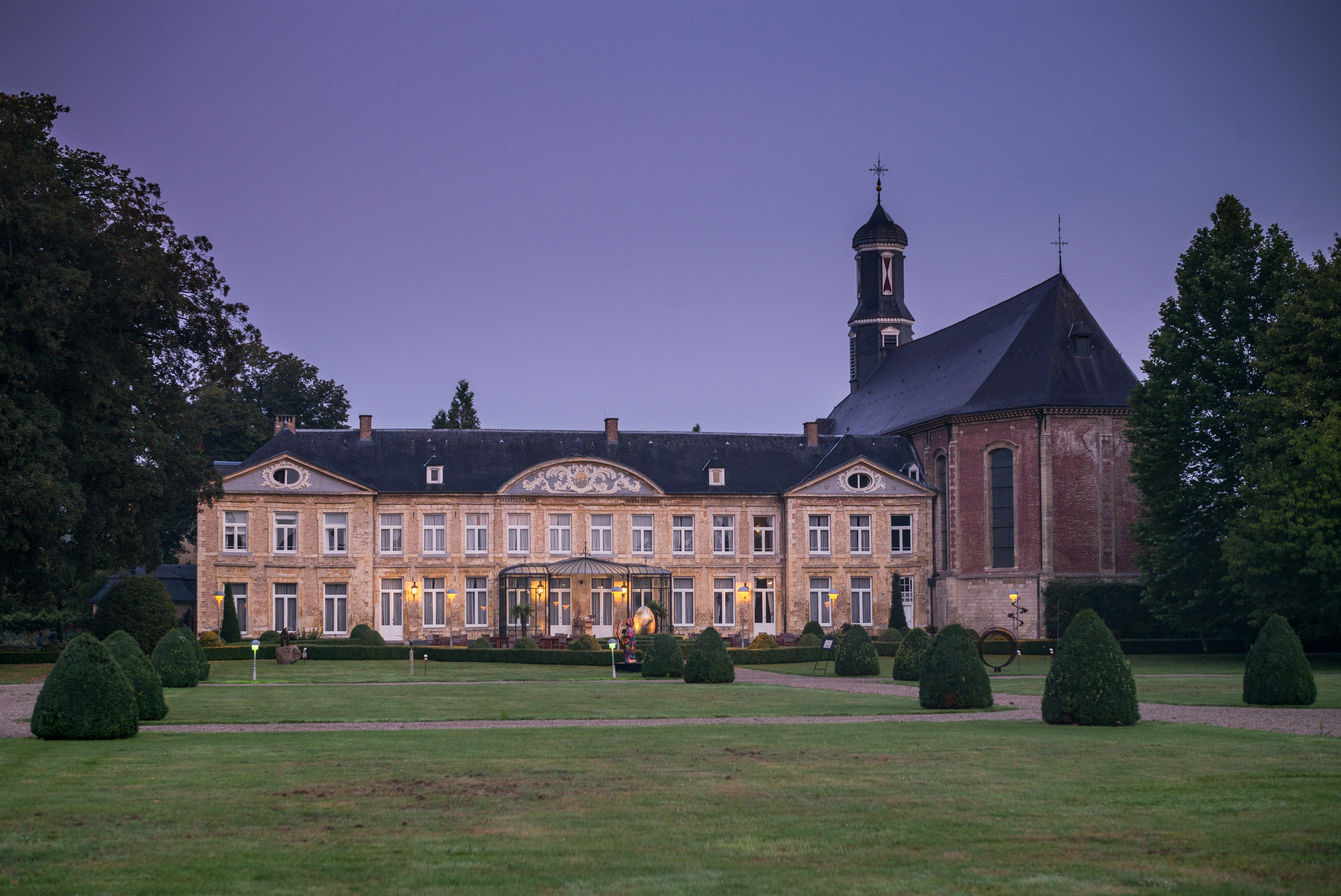
Château Saint-Gerlac.
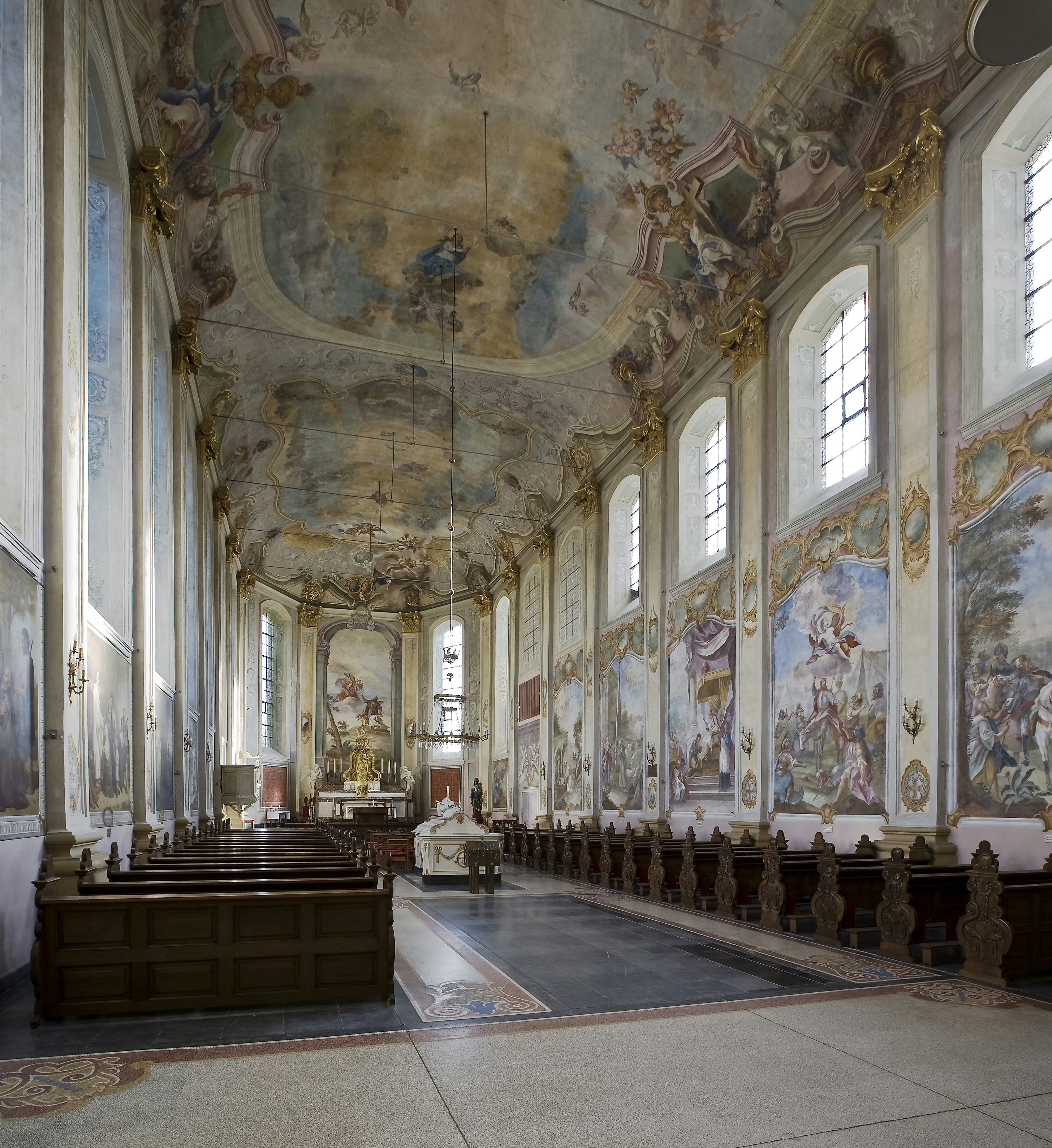
Intérieur de l'église Saint-Gerlac.